# ¿Quién va a garpar todo esto? (Volumen 1)
¿Quien va a garpar todo esto? Vol. 1, es el tercer álbum y segundo disco de la banda Los Tipitos. Fue lanzado en el año 1998. A este disco le sigue un Volumen 2, que se lanzó en el año 2002.
Fue grabado en estudios Arte Track y La Taberna en marzo de 1998, mezclado y masterizado en La Taberna.

## Listado de canciones
1. Rock de los patitos
2. I Love You Jean
3. Dos Chaboncitos
4. El Gallo
5. Basural
6. Chacarera de los Naranjos
7. Eleanor Rigby
8. Peleando con los Cables
9. Gras
10. Sin destino

## Personal
- Juan Vanrell y Martín Pardo - Técnicos de grabación y mezcla
- Martín Pardo - Técnico de mezcla y masterización
- Gisela Dionisi, Walter y Franco - Arte y diseño
- Daniel Schiano - Mánager
- Tonga - Asistente de grabación